# Сумський кооперативний технікум
Су́мський кооперати́вний те́хнікум — вищий навчальний заклад І рівня акредитації.

## Історія
Навчальний заклад почав діяльність згідно з постановою правління Укоопспілки № 58 від 8 лютого 1965 року. 1 вересня 1965 року Сумський кооперативний технікум прийняв перших 270 студентів денного відділення та 250 — заочного.
1965 року здано в експлуатацію навчальний корпус площею 4319 м², побудований за кошти Сумської облспоживспілки. В навчальному корпусі технікуму тоді було 11 аудиторій, спортивний та актовий зали, бібліотека, їдальня та 2 навчальні магазини. 1967 року введено в експлуатацію гуртожиток на 400 місць, де один поверх був задіяний під навчальні аудиторії.

## Сьогодення
Технікум підготовив понад 20 тисяч фахівців, які трудяться в системі споживчої кооперації та інших галузях народного господарства.